# Zwaaispits

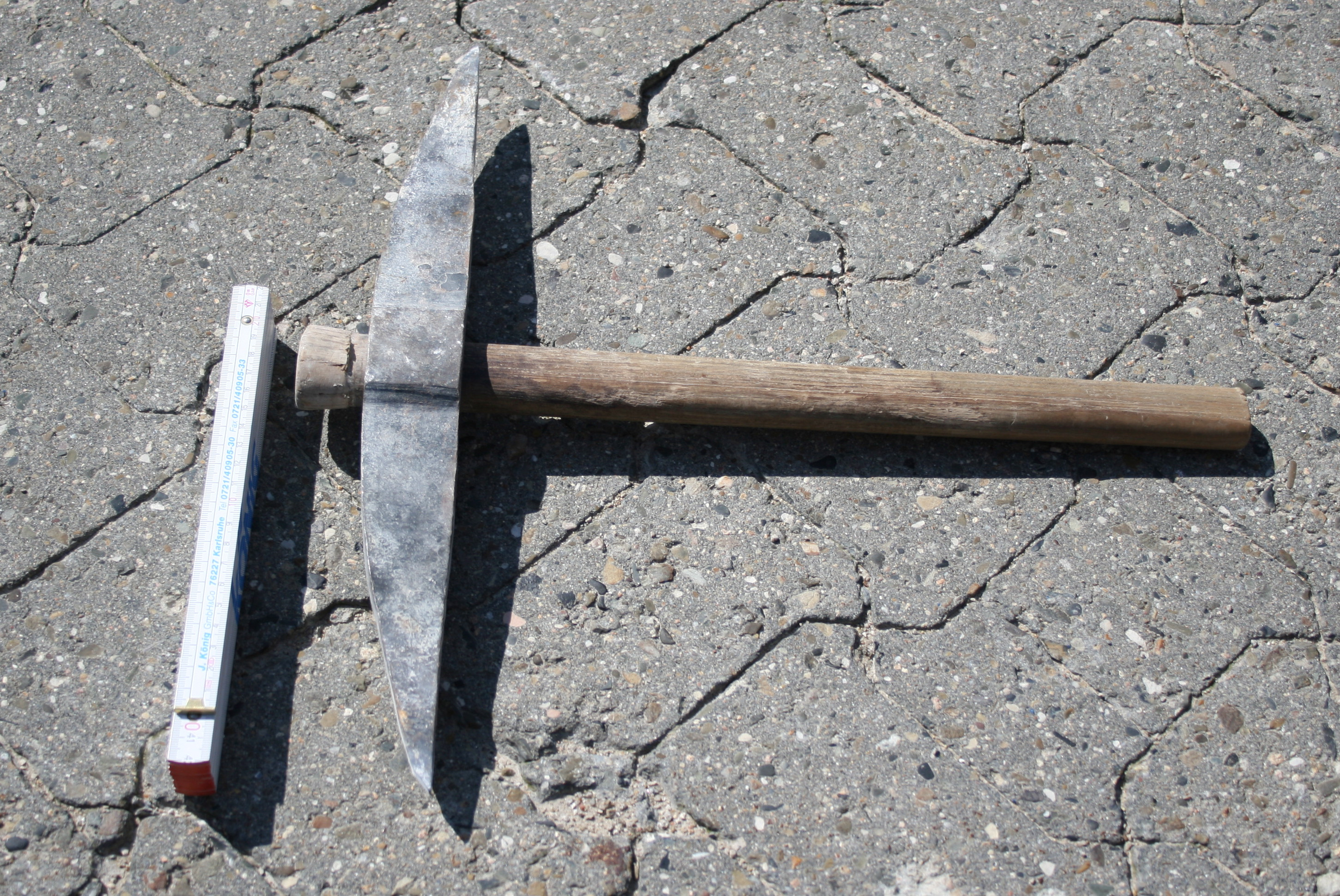
Een zwaaispits, met ernaast een duimstok voor de maatvoering

Een zwaaispits, door molenaars ook wel bilhamer genoemd, is een hamer van 2 tot 3 kilo, met aan de twee slaguiteinden een spitse punt. De naam is waarschijnlijk een verbastering van het Duitse Zweispitz, wat tweespits betekent.

## Gebruik
De zwaaispits werd gebruikt door steenhouwers om ruwe blokken steen snel grof op maat te hakken en om grote hoeveelheden steen te verwijderen bij het voorhakken van een oppervlak. Het gebruik is te vergelijken met het hakken met de vuist en de puntbeitel. Het gereedschap stamt uit de Middeleeuwen en werd gebruikt in zachtere steensoorten zoals zandsteen en kalksteen, maar ook wel in blauwe hardsteen en marmer.
De zwaaispits wordt met beide handen vastgehouden vanwege het gewicht en voor een goede sturing.
Het gereedschap is in Nederland en België in gebruik geweest tot ongeveer de Tweede Wereldoorlog, daarna is het snel verdrongen door de opkomst van de steenzaagmachine.

## Molenstenen
De zwaaispits wordt door molenaars bilhamer genoemd. Het gereedschap wordt door hen gebruikt om molenstenen te scherpen, hetgeen billen wordt genoemd.

## Fotogalerij

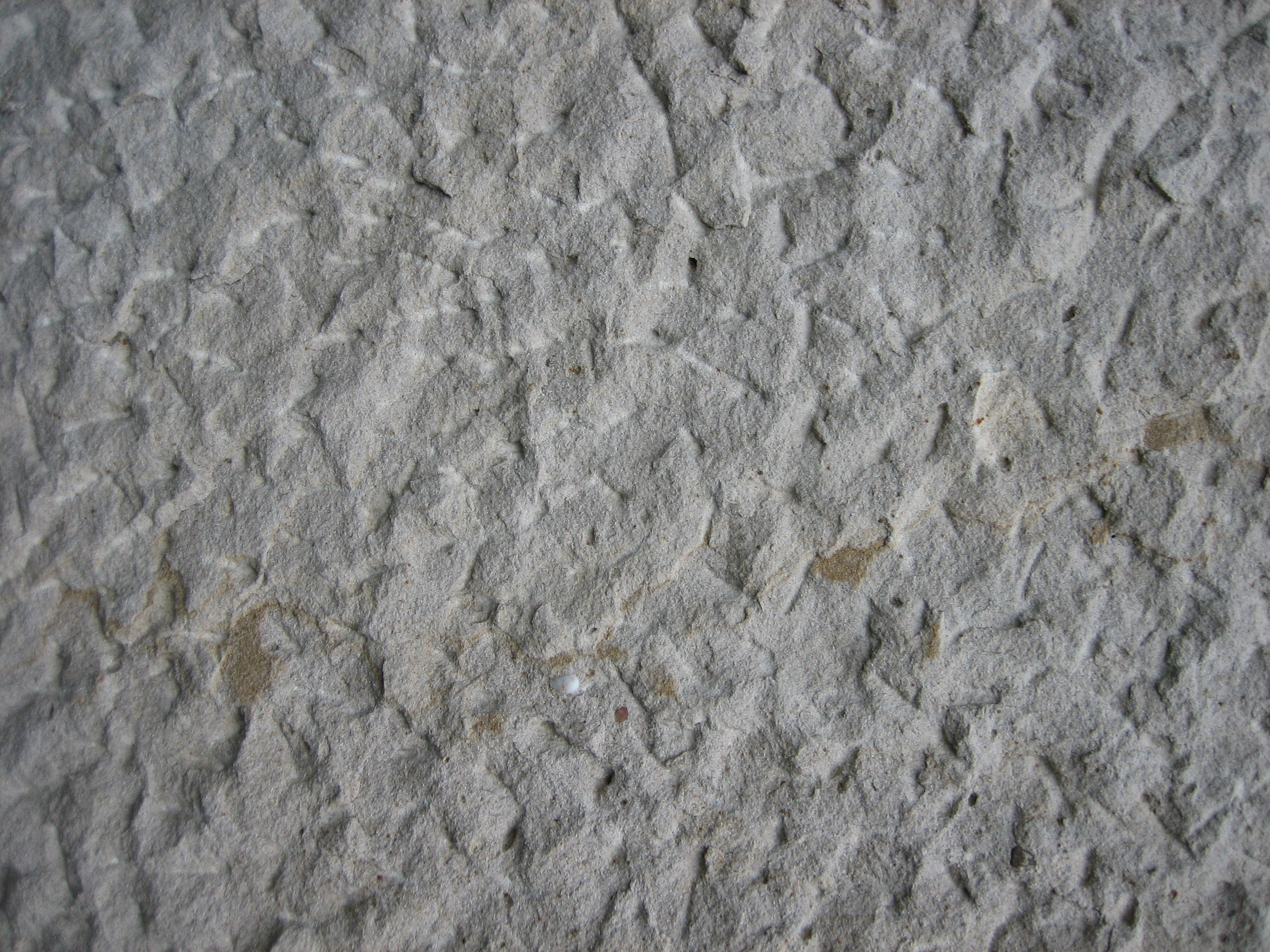
Een gespitst oppervlak van een stuk zandsteen
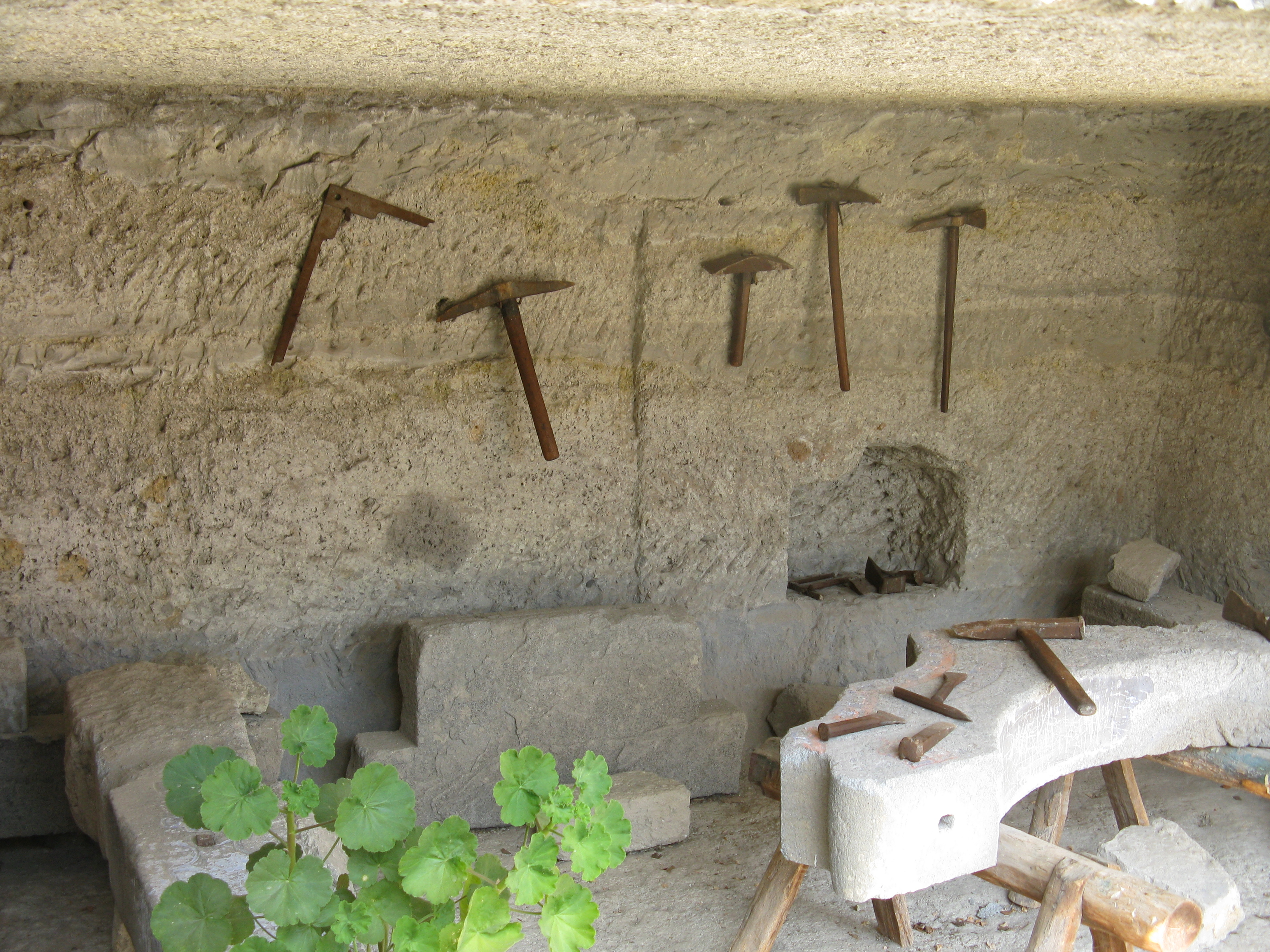
Steenhouwerswerkplaats met oude gereedschappen
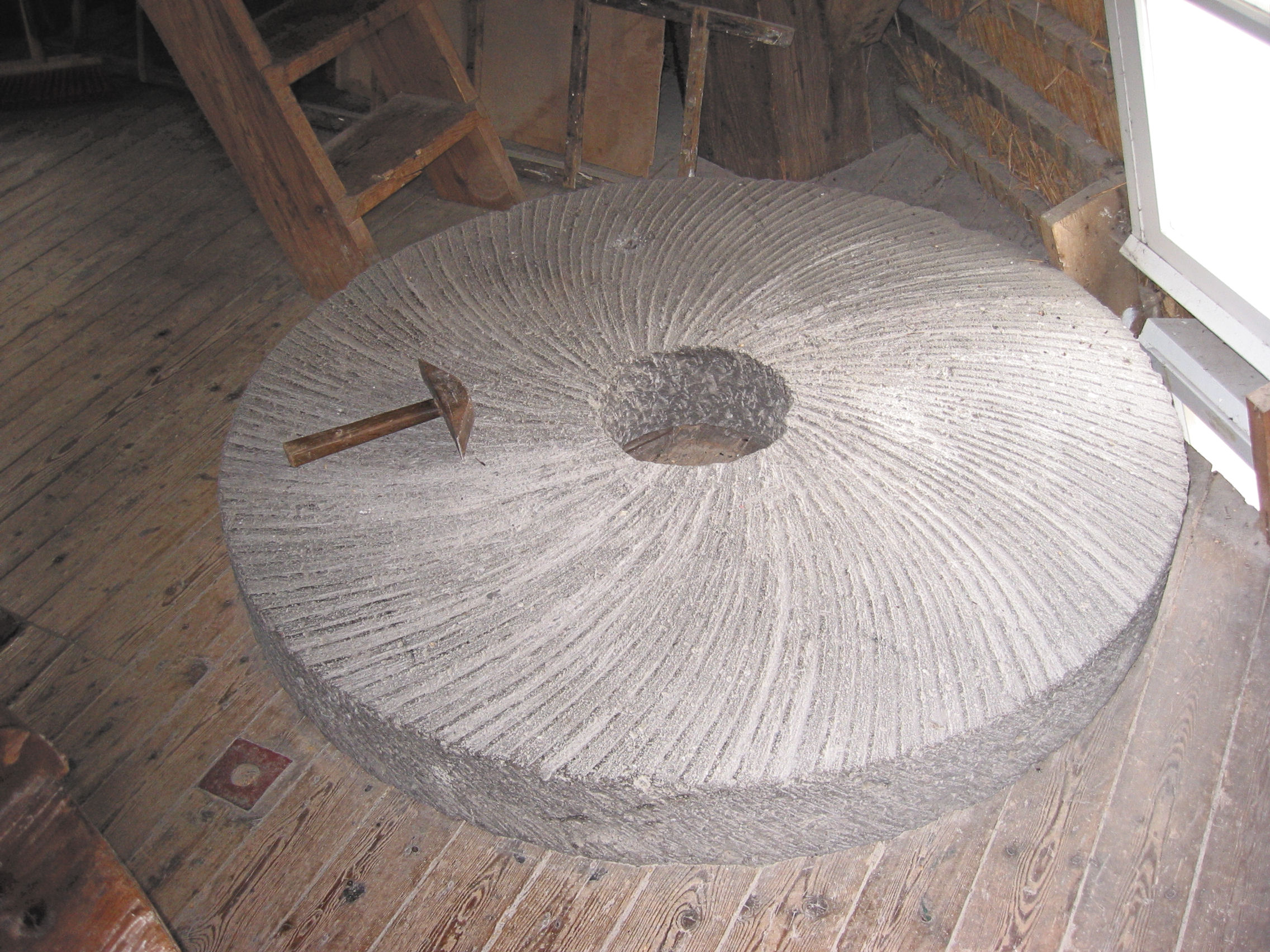
Molensteen met bilhamer